# 绍莱帕萨旺
绍莱帕萨旺（法語：Chaux-lès-Passavant，法語發音：[ʃo lɛ pasavɑ̃]，意为“帕萨旺附近的绍”）是法国杜省的一个市镇，属于蓬塔利耶区。

## 地理
绍莱帕萨旺（47°14'9"N, 6°21'30"E）面积8.44 平方千米，位于法国勃艮第-弗朗什-孔泰大區杜省，该省份为法国东部内陆省份，北起上索恩省，西接汝拉省，东部及东南部与瑞士接壤，东北部与贝尔福地区省接壤。
与绍莱帕萨旺接壤的市镇（或旧市镇、城区）包括：阿伊塞、奥尔桑、韦尔塞勒-维勒迪约勒康、贝尔蒙、贡桑、马尼-沙特拉尔。

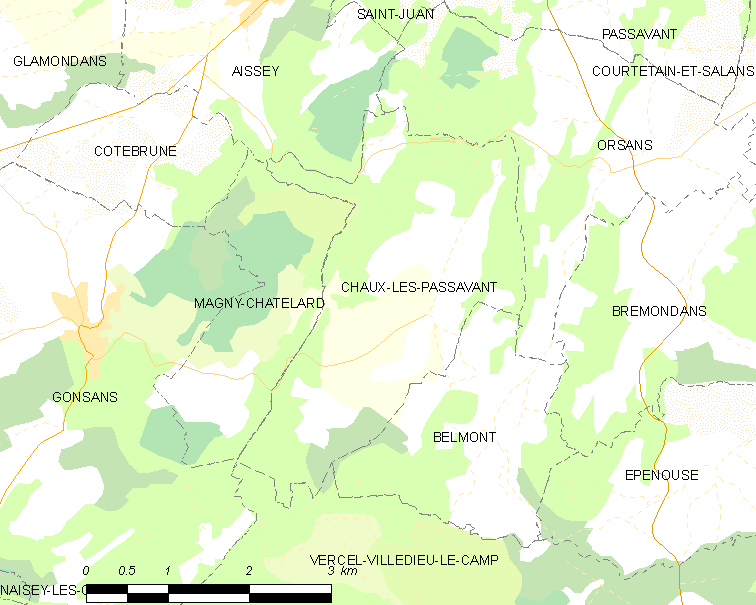
绍莱帕萨旺的OSM定位图

绍莱帕萨旺的时区为UTC+01:00、UTC+02:00（夏令时）。

## 行政
绍莱帕萨旺的邮政编码为25530，INSEE市镇编码为25141。

## 政治
绍莱帕萨旺所属的省级选区为瓦尔达翁县。

## 人口

1962-2008年间绍莱帕萨旺人口变化图示

绍莱帕萨旺于2022年1月1日时的人口数量为121人。